# Vlaams Belang
El Vlaams Belang (en español: Interés Flamenco, VB) es un partido político nacionalista flamenco de extrema derecha, populista de derechas, de la Región de Flandes y de la Región de Bruselas-Capital.
Vlaams Belang es un cambio de marca de Vlaams Blok, que se disolvió después de que un juicio en 2004 condenara al partido por racismo. Tras reorganizarse como Vlaams Belang, el partido continuó con la filosofía central de su predecesor haciendo campaña en una plataforma separatista y nacionalista flamenca. También apoya el mantenimiento de la identidad cultural flamenca, la oposición al multiculturalismo y reclama políticas de orden público más duras. Sin embargo, el VB atenuó e implementó algunos cambios en las partes más controvertidas del antiguo estatuto del Vlaams Blok y ha tratado de cambiar su imagen de partido radical a partido más conservador, distanciándose de algunos de sus antiguas posiciones. No obstante, la mayoría de los demás partidos continuaron inicialmente con el cordón sanitario que se aplicó contra el antiguo partido, impidiendo de hecho que el Vlaams Belang participara en el gobierno a cualquier nivel. Además, se intentó recortar las subvenciones públicas específicamente para el partido mediante una ley diseñada para sacarle fondos federales a los partidos extremistas.
Al igual que el Vlaams Blok, el Vlaams Belang fue inicialmente popular entre el electorado flamenco y fue uno de los partidos nacional-populistas más exitosos de Europa. Sin embargo, a partir de 2008 el partido experimentó un descenso en el apoyo y en la afiliación que coincidió con las disputas internas del partido y el ascenso de la Nueva Alianza Flamenca, un partido nacionalista más moderado que también apoya la independencia de Flandes. Bajo el actual liderazgo de Tom Van Grieken, el VB ha comenzado a recuperar el apoyo popular y ha hecho una reaparición durante las elecciones federales de 2019. Tras las elecciones, los medios de comunicación han especulado con la posibilidad de que se levante por primera vez el cordón sanitario sobre el partido.

### Ideología y campañas políticas
En 2022, a raíz de los disturbios en los que participaron aficionados marroquíes tras el partido Bélgica-Marruecos de la Copa mundial de fútbol de 2022, el Vlaams Belang pagó a Facebook para impulsar las visitas de una publicación en la que decía que “esa escoria de inmigrantes” debía ser “perseguida, arrestada y castigada”.

## Resultados electorales

### Elecciones federales
| Año  | Votos         | %     | Escaños | +/- | Gobierno  |
| ---- | ------------- | ----- | ------- | --- | --------- |
| 2007 | 799.844 (#3)  | 11,99 | 17/150  | 1   | Oposición |
| 2010 | 506.697 (#7)  | 7,76  | 12/150  | 5   | Oposición |
| 2014 | 247.746 (#10) | 3,67  | 3/150   | 9   | Oposición |
| 2019 | 810.177 (#2)  | 11,95 | 18/150  | 15  | Oposición |
| 2024 | 961.601 (#2)  | 13,77 | 20/150  | 2   | Oposición |

### Elecciones al Parlamento Flamenco
| Año  | Votos        | %     | Resultado | +/- | Gobierno  |
| ---- | ------------ | ----- | --------- | --- | --------- |
| 2004 | 981.587 (#2) | 24,15 | 32/124    | 10  | Oposición |
| 2009 | 628.564 (#2) | 15,28 | 21/124    | 11  | Oposición |
| 2014 | 248.840 (#6) | 5,92  | 6/124     | 15  | Oposición |
| 2019 | 783.977 (#2) | 18,50 | 23/124    | 17  | Oposición |
| 2024 | 992.175 (#2) | 22,7  | 31/124    | 8   | Oposición |

### Elecciones al Parlamento de Bruselas-Capital
| Año  | Votosa      | %    | Resultado | +/-         | Gobierno  |
| ---- | ----------- | ---- | --------- | ----------- | --------- |
| 2009 | 9.072 (#7)  | 1,87 | 3/89      | 3a          | Oposición |
| 2014 | 3.006 (#14) | 0,61 | 1/89      | 2           | Oposición |
| 2019 | 5.838 (#13) | 1,27 | 1/89      | Sin cambios | Oposición |
| 2024 | 8.475 (#11) | 1,80 | 2/89      | 1           | Oposición |

aRespecto al resultado de 2004.